# Magazyn Ekspresu Reporterów
Magazyn Ekspresu Reporterów – program reporterski Telewizji Polskiej, emitowany od 6 października 1999 przez pierwsze 20 lat w TVP2, później w TVP1 i TVP3, a później ponownie w TVP1, w 2025 roku przeniesiony do TVP2.

## Historia
Pierwsze wydania tego programu o tematyce społecznej pojawiły się w Dwójce już w latach 80. (wtedy „Ekspres Reporterów”). Szefami redakcji byli między innymi: Czesław Duraj, Blanka Danilewicz (1991-2002), Barbara Paciorkowska (2003-2016, od 2024). Program ma na swoim koncie 4 Telekamery w tym Złotą Telekamerę (2011, 2012, 2013 i 2014 rok)
W październiku 1999 roku program zmienił formułę z programu reporterskiego (w skład którego wchodziło od trzech do czterech reportaży) na studyjno-reporterską (koncepcję programu przygotował zespół reporterów MER). Program, w nowej formule, zadebiutował w Dwójce 6 października 1999. Prowadzącym program został, wyłoniony w castingu, dziennikarz Programu III Polskiego Radia – Michał Olszański. Był głównym prezenterem tego programu i prowadził go naprzemiennie z Martą Kielczyk. Od 2018 roku program prowadziła także Barbara Włodarczyk.
Program ukazuje się na antenie Programu 1 pod nazwą „Magazyn Ekspresu Reporterów”. Od 2003 roku emitowany jest na żywo. Wielokrotnie nagradzany w różnych konkursach dziennikarskich za poruszanie problematyki społecznej i propagowanie idei humanitarnych. Od kilku lat niezmiennie w czołówce programów w swojej kategorii.
18 października 2011 wyemitowano jubileuszowe 500. wydanie audycji. Od 10 września 2019 do 7 lutego 2023 program był emitowany w TVP1, a od 28 lutego do 30 maja 2023 – w TVP3.
W sierpniu 2020 roku Michał Olszański został odsunięty od prowadzenia programu, zastąpił go na stałe Mirosław Rogalski, który już wcześniej prowadził program wiosną 2020 roku. Od września 2020 roku program zmienił godzinę emisji na 21.40. Od października 2020 roku program prowadziła też dziennikarka Urszula Rogala.
Program powrócił 17 marca 2024 roku i był emitowany na kanale TVP1 w niedziele o godz. 22.20. Powtórki programu są nadawane na kanałach TVP3 i TVP Polonia.
W 2025 roku program powrócił do TVP2 i jest emitowany we wtorki o 22.30.

## Twórcy
- Scenariusz i redakcja: Łukasz Kurtz – Królikiewicz, Przemysław Wenerski
- Współpraca i wydanie: Łukasz Kurtz – Królikiewicz
- Drugi wydawca: Magdalena Sosińska
- Prowadzenie: Michał Olszański (1999–2020, od 2024), Marta Kielczyk (2017–2018), Barbara Włodarczyk (2018–2019), Mirosław Rogalski (2020–2023), Urszula Rogala (2020–2023)
- Producent: Wojciech Kasprzyk
- Kierownik produkcji: Emilia Zięba
- Dokumentacja i kontakt z widzami: Angelika Trostowiecka-Rojek (2008–2018), Natalia Brzostek (2019–2023)
- Reporterzy z całej Polski
- Produkcja: Agencja Produkcji Audycji Telewizyjnych dla Redakcji Filmu Dokumentalnego i Reportażu TVP

## Nagrody
- 2005 – nagroda Rady Programowej TVP SA za najpełniejsze realizowanie misji nadawcy publicznego,
- 2004 i 2005 – nagroda w konkursie „Oczy otwarte” – w kategorii redakcja telewizyjna – za wrażliwość, wysoki poziom realizowanych reportaży, podejmowanie tematyki osób niepełnosprawnych,
- 2011 – nagroda Telekamera Tele Tygodnia 2011 w kategorii Publicystyka – program.
- 2012 – Telekamera Tele Tygodnia 2012 – kategoria Program interwencyjny
- 2013 – Telekamera Tele Tygodnia 2013 – kategoria Program interwencyjny
- 2014 – Złota Telekamera Tele Tygodnia